# Derek Michaels
Derek Michaels (Pseudonym: Caesar; * 27. Dezember 1973 in Elkhart, Vereinigte Staaten) ist ein US-amerikanischer Pornodarsteller.

## Leben
Michaels ist als Schauspieler in der US-amerikanischen Pornoindustrie tätig. Er ist in verschiedenen Pornofilmen zu sehen und verwendete als Pseudonym „Caesar“. 2002 erhielt er den GayVN Awards als bester Schauspieler.

## Filmografie (Auswahl)
- Cadet 1998
- Hail Caesar 1999
- Bad Behavior 2000
- Coach 2001
- Cowboy 2002
- Caesar’s Heat 2006

## Preise und Auszeichnungen (Auswahl)
- 1999 Men in Video Awards Sieger in den Kategorien Hottest Rising Star und Nastiest Orgy für „Caesar’s Hardhat Gangbang“ (Men of Odyssey).[1]
- 2001: GayVN Awards Sieger als Best Newcomer[2] and Best Ethnic-Themed Video for „Caesar’s Hardhat Gangbang“ (Men of Odyssey)[3]
- 2001 Grabby Awards Sieger als Bester Performer.[4]
- 2002: GayVN Awards Sieger als Bester Schauspieler im Film „Cowboy“ (Big Blue Productions).[5]